# Jiuxian (sockenhuvudort i Kina, Zhejiang Sheng, lat 29,80, long 119,62)
Jiuxian (kinesiska: 旧县街道) är en sockenhuvudort i Kina. Den ligger i provinsen Zhejiang, i den östra delen av landet, omkring 72 kilometer sydväst om provinshuvudstaden Hangzhou. Antalet invånare är 8 568. Befolkningen består av 4 201 kvinnor och 4 367 män. Barn under 15 år utgör 13,0 %, vuxna 15-64 år 74 %, och äldre över 65 år 12,0 %.
Runt Jiuxian är det ganska tätbefolkat, med 199 invånare per kvadratkilometer. Närmaste större samhälle är Fuchunjiang, 10,2 km söder om Jiuxian. I omgivningarna runt Jiuxian växer i huvudsak blandskog.
Genomsnittlig årsnederbörd är 2 207 millimeter. Den regnigaste månaden är juni, med i genomsnitt 474 mm nederbörd, och den torraste är januari, med 82 mm nederbörd.